# Lac Kamatcimiskowok
Lac Kamatcimiskowok är en sjö i Kanada.   Den ligger i regionen Mauricie och provinsen Québec, i den sydöstra delen av landet, 400 km norr om huvudstaden Ottawa. Lac Kamatcimiskowok ligger 413 meter över havet. Arean är 1,00 kvadratkilometer. Den ligger vid sjön Lac Kawisaskopek. Den sträcker sig 2,3 kilometer i nord-sydlig riktning, och 1,3 kilometer i öst-västlig riktning.
Trakten runt Lac Kamatcimiskowok är nära nog obefolkad, med mindre än två invånare per kvadratkilometer.